# Jean-Albert Grégoire
Jean-Albert Grégoire (Parigi, 7 luglio 1899 – Parigi, 19 agosto 1992) è stato un imprenditore francese.

## Biografia

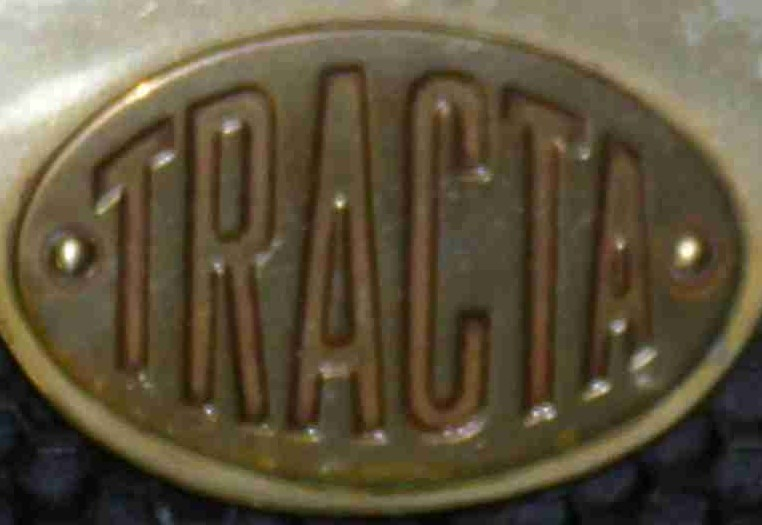
Il logo della Tracta, la piccola Casa automobilistica fondata da Grégoire

Si tratta di un personaggio noto agli appassionati di storia dell'automobile per la sua poliedricità, per la sua personalità vulcanica e per le sue idee innovative, anche se non sempre coronate da successo. Non va confuso con Pierre-Joseph Grégoire,  quest'ultimo fondatore della Casa automobilistica Grégoire et Cie..
L'infanzia di Grégoire ebbe quasi subito un tremendo trauma, quando a 9 anni rimase orfano di entrambi i genitori. Fu allevato quindi da uno zio che per ironia della sorte era un facoltoso appassionato di automobili. Il giovane crebbe sano sia intellettualmente sia fisicamente (praticò diversi sport, tra cui anche l'atletica, divenendo campione francese sui 100 metri nel 1919). Alla vigilia della prima guerra mondiale venne iscritto al Politecnico di Parigi dove rimase per un paio di anni, per poi scegliere la facoltà di legge, disciplina nella quale riuscì a conseguire la laurea poco dopo la fine del conflitto.
Dopo la laurea, Grégoire trovò un primo impiego in una ditta tessile, dopodiché emigrò nel Madagascar, dove ebbe una breve esperienza lavorativa presso una compagnia petrolifera. Tornato a Parigi, aprì nel 1924 una piccola officina con alcuni amici, dove ebbe modo di scoprire la sua vera vocazione: quella per le invenzioni in campo ingegneristico, ed in particolare in quello automobilistico. Dopo breve tempo, quindi, assieme all'amico Pierre Fenaille, fondò la Tracta, una piccola Casa automobilistica intenzionata a promuovere soluzioni d'avanguardia, come la trazione anteriore, all'epoca guardata con sospetto, data la sua natura avveniristica.

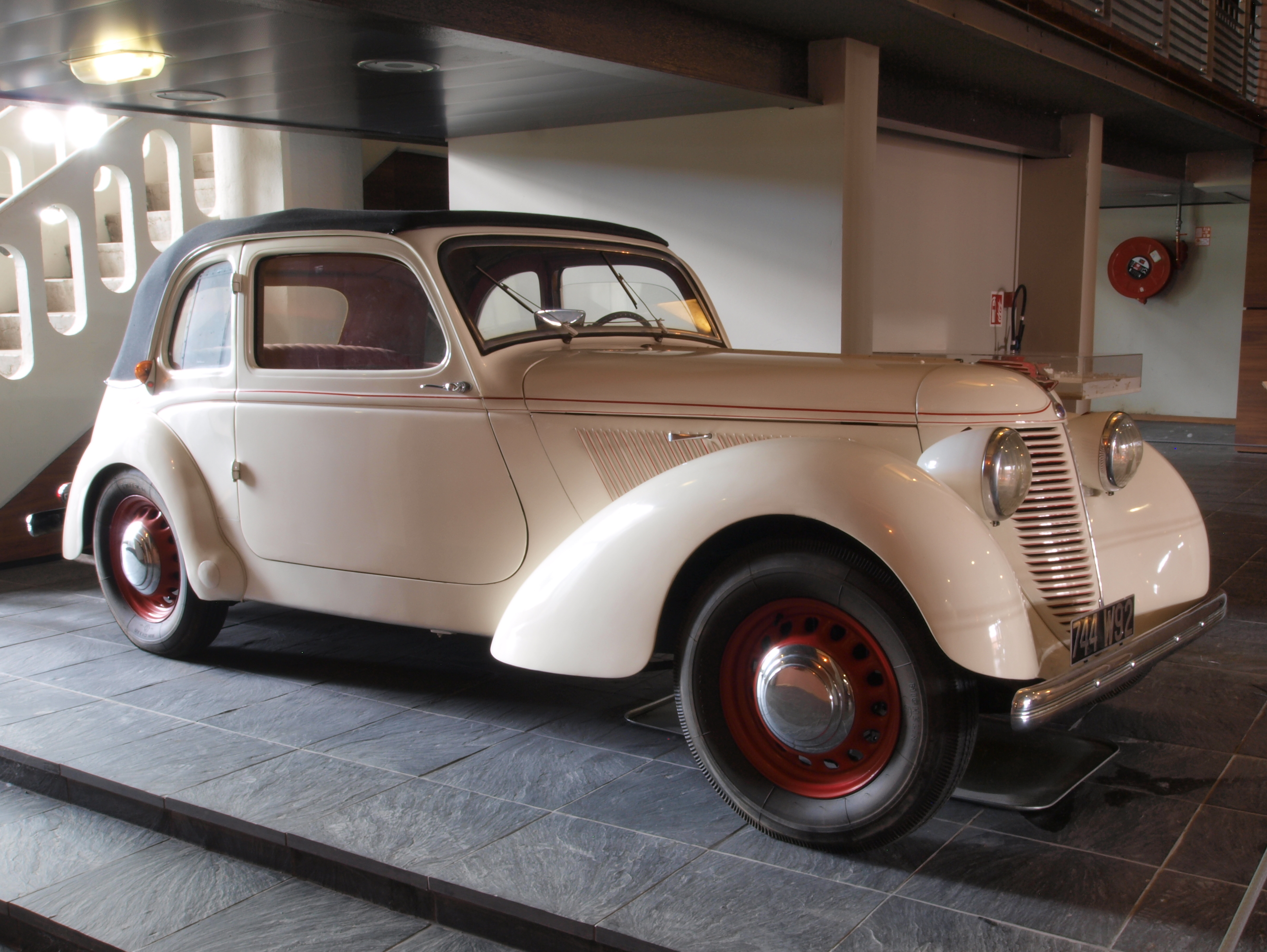
Una Amilcar Compound B38

Per costruire i loro modelli Grégoire e Fenaille studiarono e realizzarono quello che può essere definito il primo giunto omocinetico della storia, noto anche come giunto Tracta e montato su tutti i modelli della Casa di Asnières, sia di serie che da competizione. I successi in campo sportivo (vanno ricordate le vittorie alla 24 Ore di Le Mans degli anni 1926 e 1927) e le doti dialettiche di Grégoire che seppero convincere la clientela permisero alla piccola azienda di accumulare un piccolo tesoro durante la seconda metà degli anni venti ed i primi anni del decennio seguente. Tra i clienti più rilevanti di Grégoire e Fenaille vanno senz'altro citati la DKW, la Adler, la Chenard & Walcker, la Citroën e dopo la seconda guerra mondiale anche la Land Rover.
Nei tardi anni trenta, qualche anno dopo la chiusura della Tracta a seguito della grave crisi economica del 1929, Grégoire lavorò in collaborazione con la Hotchkiss, ed in particolare con la Amilcar, rilevata qualche tempo prima dalla Hotchkiss stessa. Grazie a Grégoire prese vita la Amilcar Compound, una delle auto più innovative del decennio, poiché univa più soluzioni tecniche d'avanguardia per l'epoca, come la trazione anteriore, la carrozzeria a scocca portante, le sospensioni a ruote indipendenti sui due assi e l'utilizzo della lega leggera Alpax, quest'ultima inventata proprio da Grégoire. Ma nonostante i suoi indiscutibili contenuti, la vettura non ebbe successo: nel frattempo, le nere nubi del nuovo conflitto stavano profilandosi all'orizzonte. La corsa agli armamenti e gli approvvigionamenti di carburante da parte delle varie nazioni, suggerirono a Grégoire l'idea di una vettura a trazione elettrica. Con l'arrivo della guerra, il genio di Grégoire fu notato anche dalle forze naziste, che provarono a persuaderlo a collaborare con loro. 

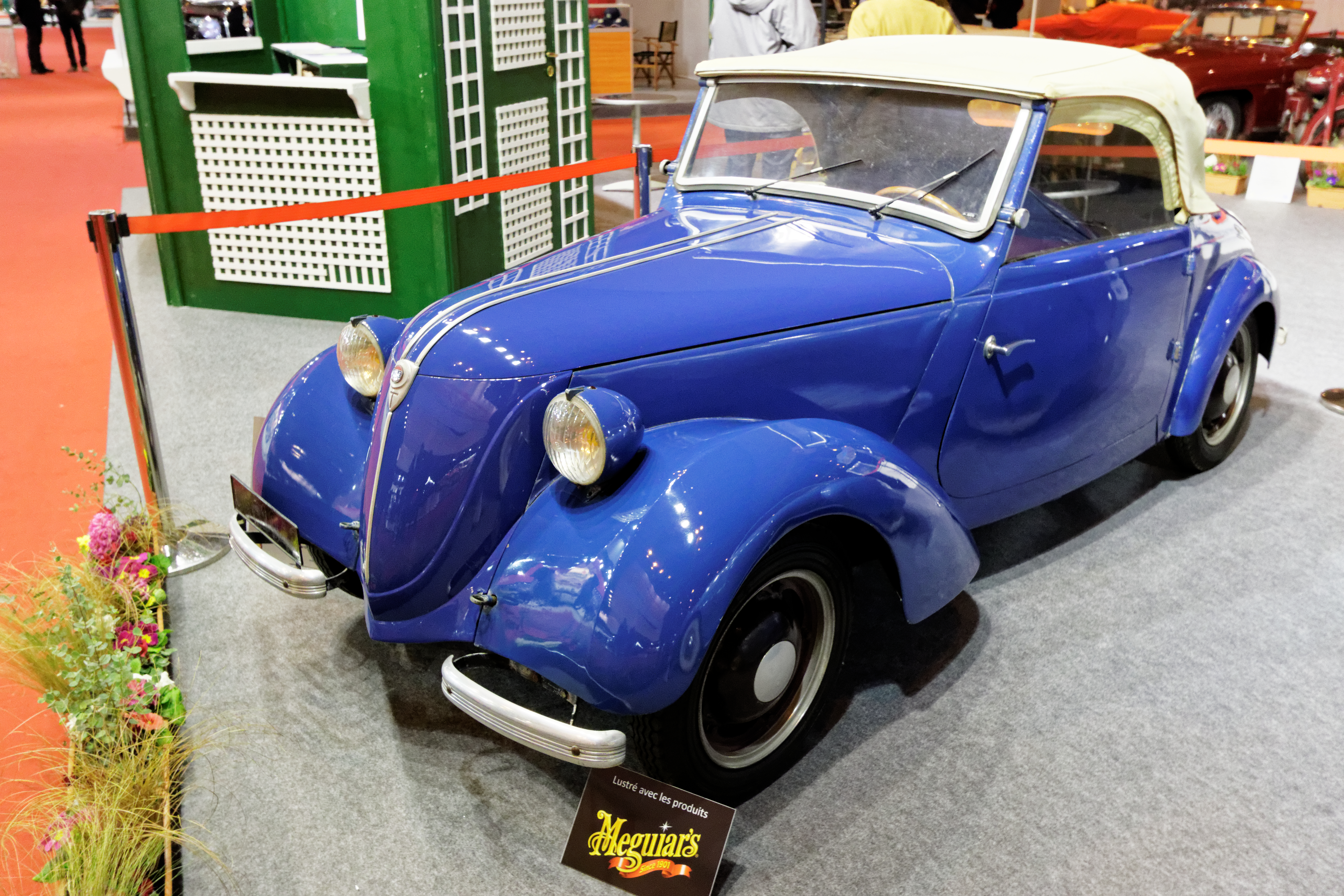
Una CGE Tudor

Ma Grégoire rifiutò per ovvii motivi: per tutta risposta, egli ricevette dai nazisti l'ordine di non dedicarsi più ad alcun progetto. Grégoire, invece, continuò con i suoi progetti ed in particolare a quello della già citata auto elettrica: progettata e realizzata in collaborazione con la CGE, una compagnia fornitrice di energia elettrica, e con la Tudor, un'azienda produttrice di batterie, nacque così una vettura nota semplicemente come CGE Tudor e venduta durante il conflitto in circa 200 esemplari. Sempre durante il conflitto, Grégoire progettò la ACG, un prototipo di vettura a trazione anteriore e scocca portante in Alpax. Durante l'ultimo periodo della guerra, Grégoire arrivò per brevissimo tempo a trovarsi persino a capo della SIMCA, poiché il patron Enrico Teodoro Pigozzi venne indagato per presunto collaborazionismo con i tedeschi e quindi estromesso dalla sua stessa azienda. Ma fu una parentesi di brevissima durata, durante la quale Grégoire provò a concretizzare maggiormente il progetto ACG.
Al termine del conflitto, svanita la possibilità di concretizzare il progetto Simca ACG, Grégoire provò a venderlo anche ad altre Case automobilistiche, tra cui la Fiat e la Kaiser, ma nessuno parve realmente interessato. Alla fine fu la Hartnett, una piccola azienda australiana, ad acquisire la licenza per produrre una piccola serie di vetture sulla base del progetto ACG. Ma il vero utente finale di tale progetto si trovava da sempre in Francia ed era la Panhard, che utilizzò l'idea di Grégoire per realizzare la Panhard Dyna X.

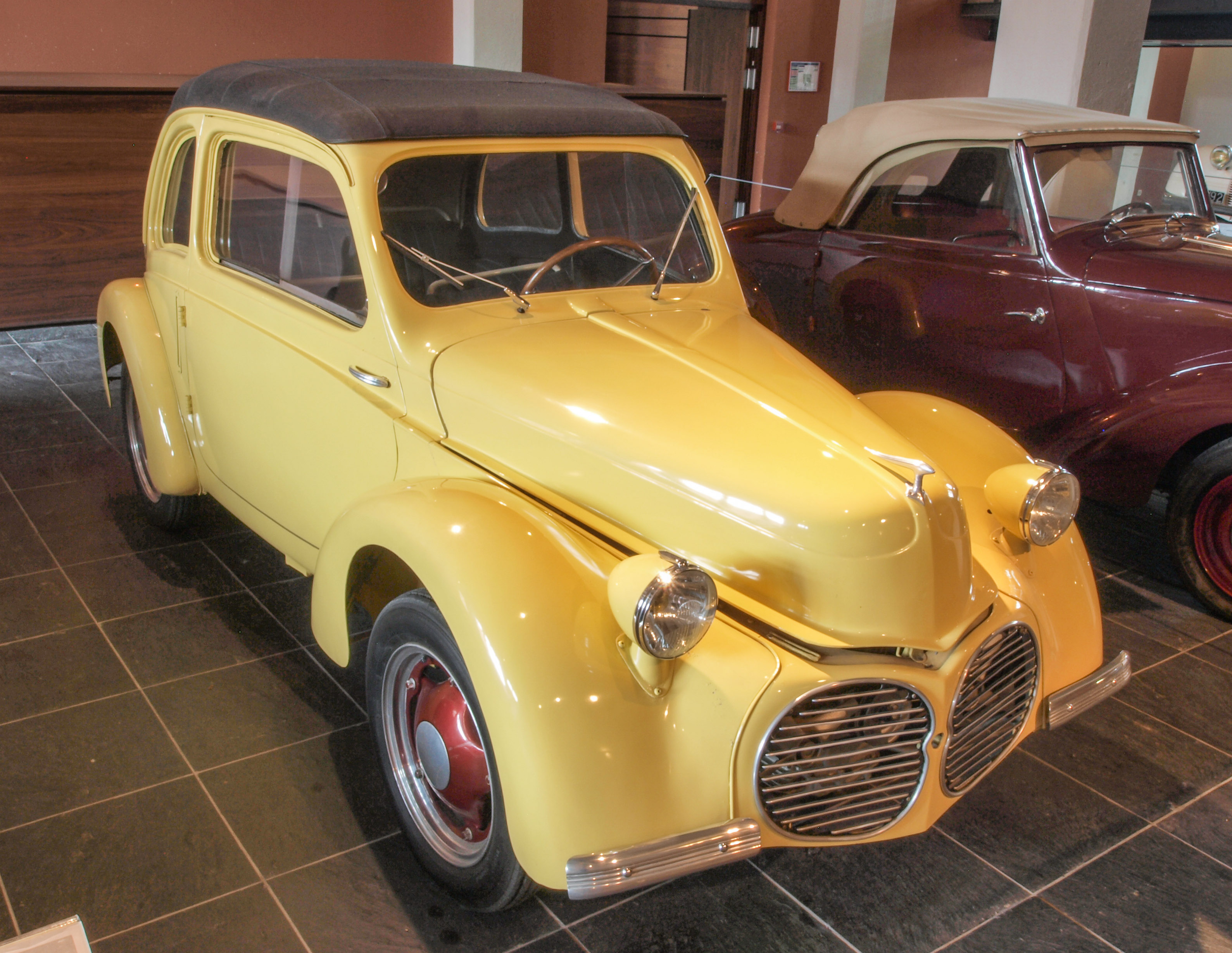
Il prototipo AFG di Grégoire

Archiviato finalmente il progetto ACG, Grégoire pensò di applicare le stesse innovazioni su di una vettura di fascia più alta, intorno ai due litri di cilindrata. Il progetto fu venduto alla Hotchkiss, con cui Grégoire aveva già avuto a che fare poco prima dell'avvento della guerra. Fu così che nacque la Hotchkiss Grégoire del 1952, una vettura che addirittura portava il nome del suo progettista, ma che di fatto riscosse uno scarso successo. Sulla stessa base meccanica, però, vennero costruiti altri dieci esemplari con carrozzeria roadster realizzata da Henri Chapron.

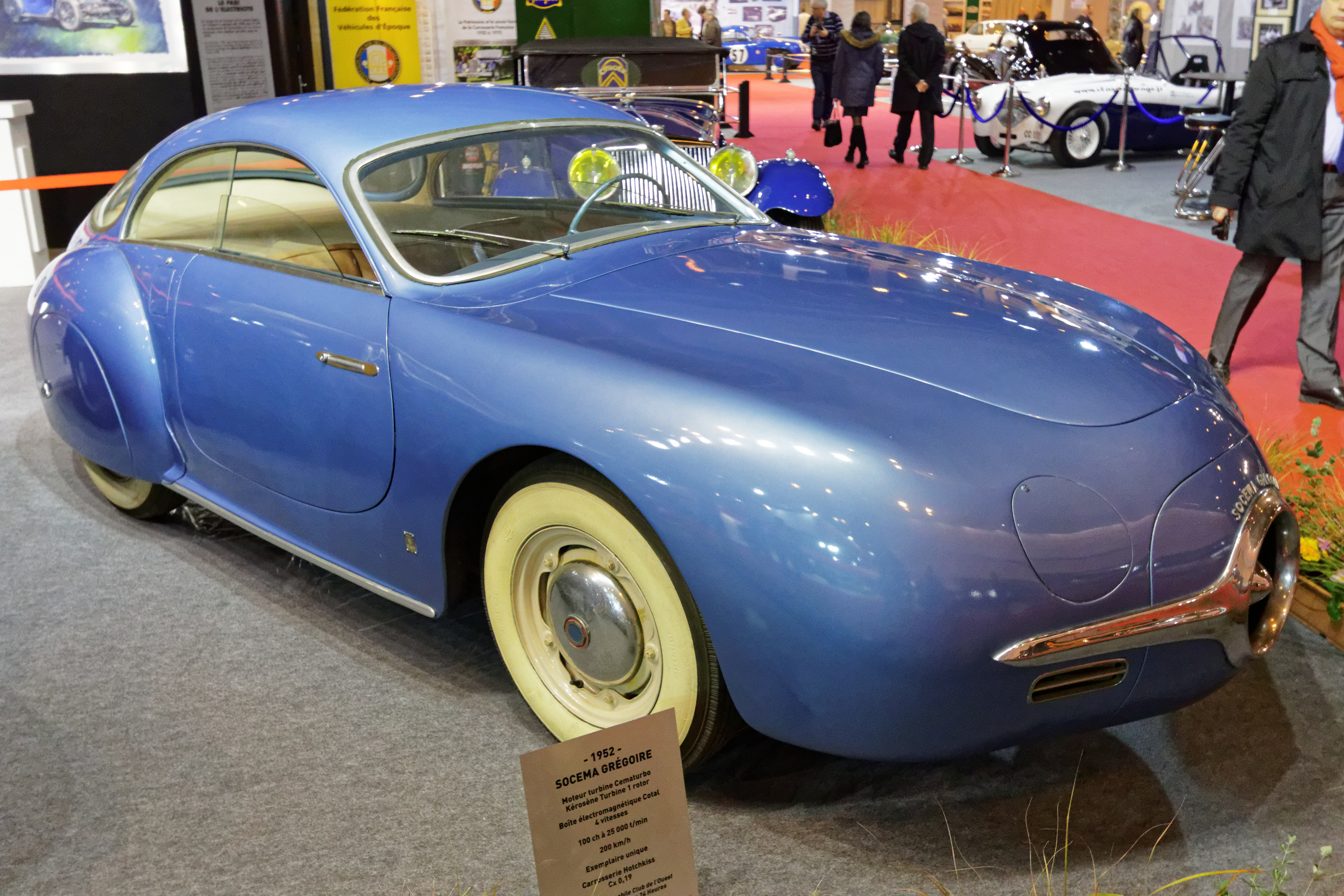
Una Socema Gregoire

Sempre nel 1952, Grégoire presentò un nuovo prototipo realizzato in collaborazione con la SOCEMA, un'azienda di costruzioni elettriche e meccaniche. Tale prototipo, noto semplicemente come SOCEMA-Grégoire, era caratterizzato dal motore con turbina a gas e dal fatto di essere stata la prima ed unica vettura a trazione posteriore tra quelle progettate da Grégoire.
Qualche tempo dopo, nel 1956, progettò e realizzò la Grégoire Sport, una roadster a tre posti caratterizzata da un nuovo tipo di sospensioni a flessibilità variabile, antenate delle odierne sospensioni a taratura variabile che si sarebbero diffuse solo cinquant'anni dopo e solo su vetture di prestigio.
Dopo la Grégoire Sport, l'instancabile progettista-inventore (ma egli si è sempre definito ricercatore), realizzò i paraurti ad assorbimento pneumatico d'urto, utilizzati in alcuni esemplari della Renault Dauphine. L'ultima vettura costruita da Jean-Albert Grégoire fu un furgone con carrozzeria in alluminio e trazione elettrica, dopodiché si ritirò dall'attività.
Oltre ad essere stato un indiscusso genio in campo automobilistico, Grégoire era anche un intenditore di vini ed un pianista, perciò la sua personalità era talmente eclettica da spaziare in altri campi completamente diversi.
Morì a Parigi nel 1992.